# Paardenknoop

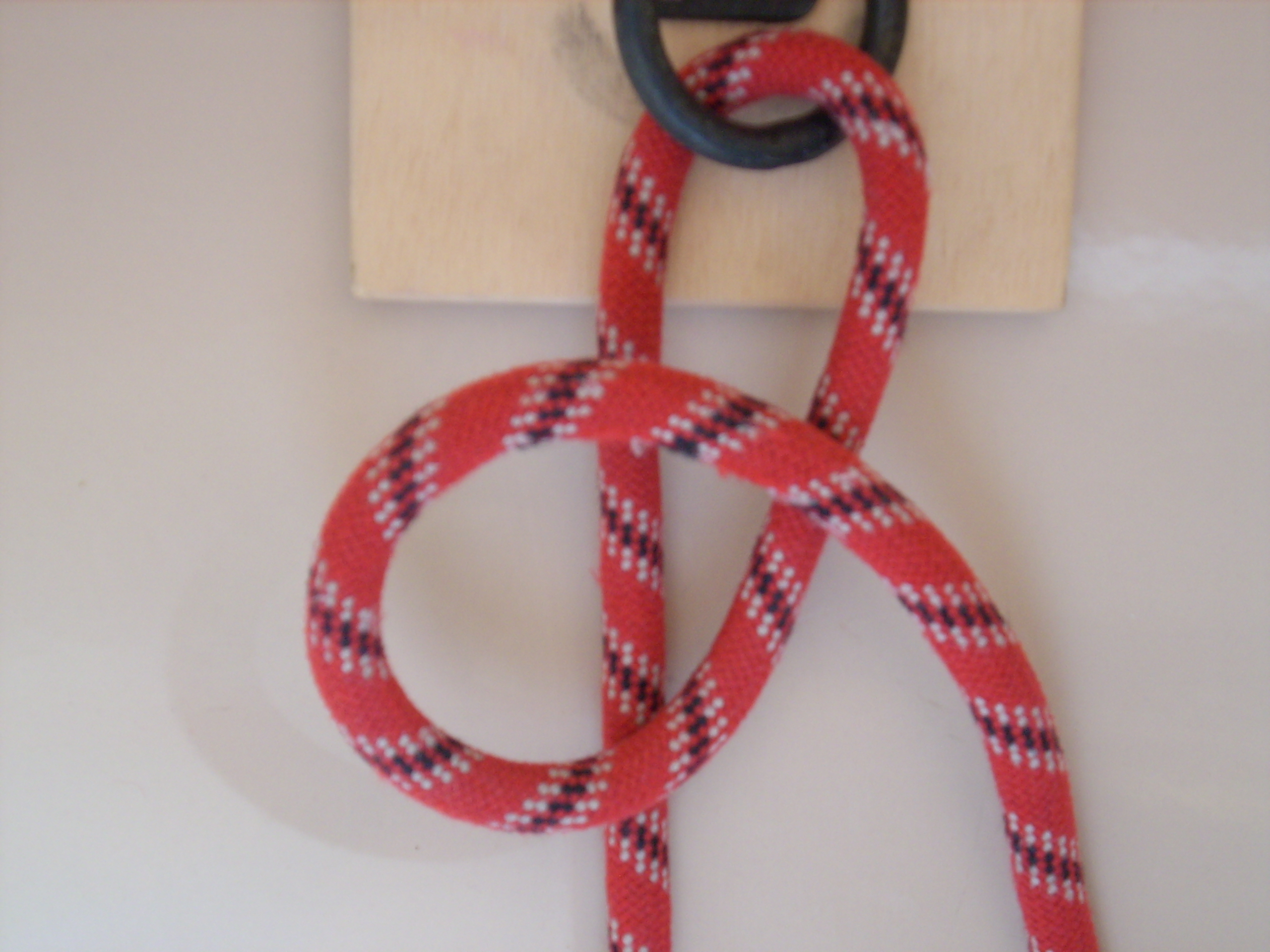
1 Oog maken over het verbindende deel

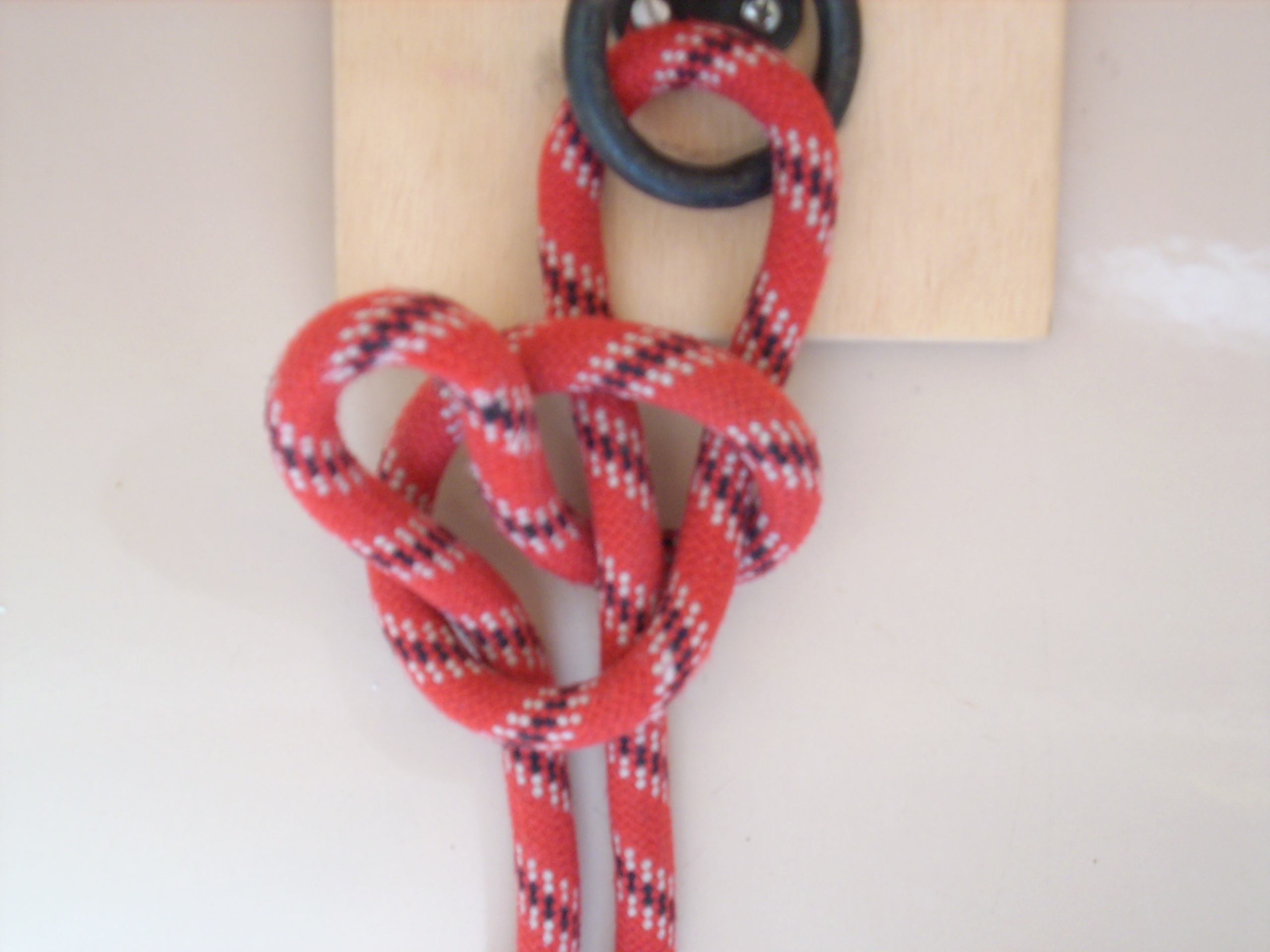
2 Lus van resttouw door oog steken

Een paardenknoop is een veiligheidsknoop die met één ruk los te maken is.
In de paardensport wordt deze knoop vaak gebruikt bij het vastzetten van een paard met halster door middel van een halstertouw. Als een paard in paniek gaat 'hangen' aan het touw, is de knoop snel los te maken, zodat het paard zich niet verwondt.

## Paardenknoop variant

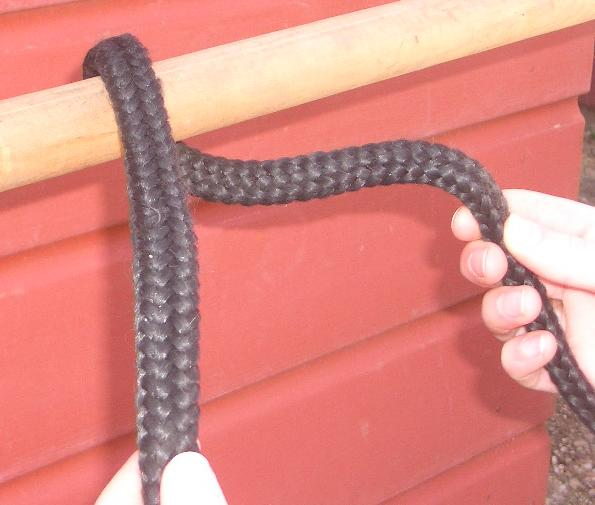
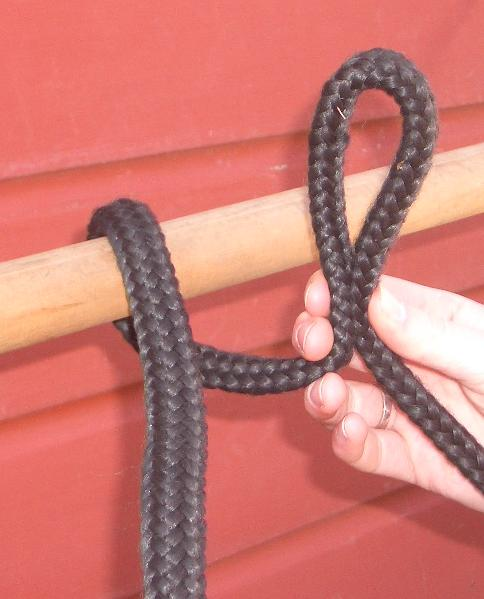
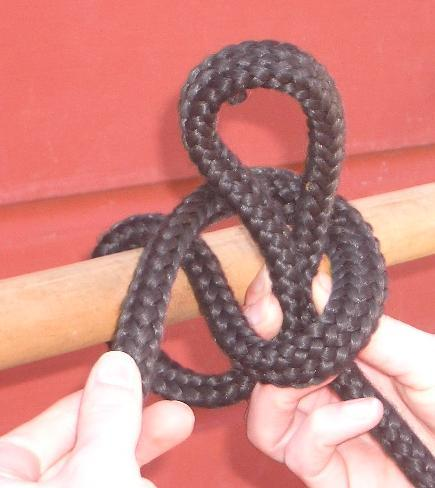
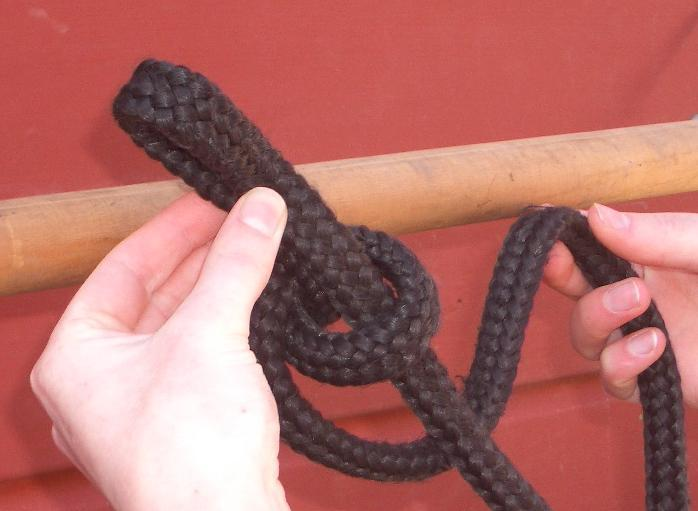
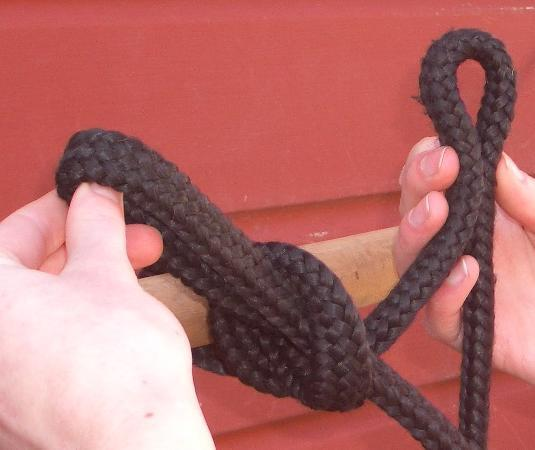
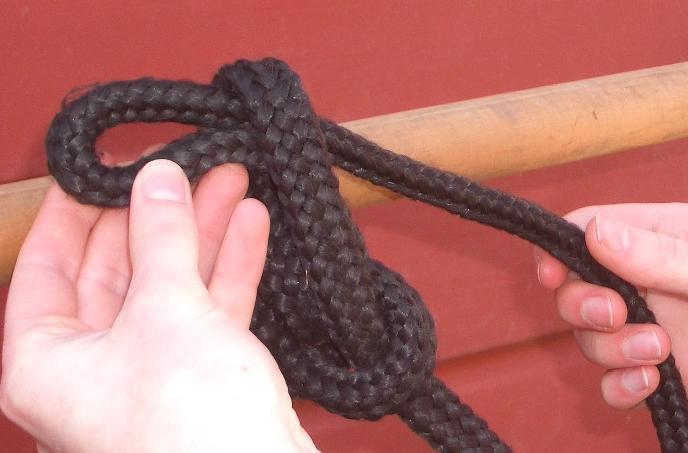
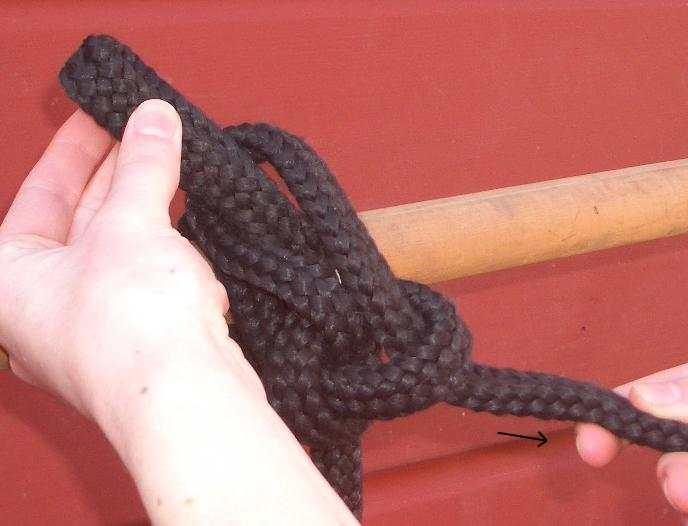